# Giulia Iotapa II
Giulia Iotapa II, o Iotape (greco: Ιούλια Ἰωτάπη β'; 45 – dopo il 72), è stata una principessa di Commagene.
Nacque nel 45, forse a Samosata, ed era la figlia minore di Antioco IV di Commagene e di sua moglie Iotapa I, monarchi clienti dell'Impero romano. I suoi due fratelli erano Gaio Giulio Archelao Antioco Epifane e Callinico. Era di origine armena, greca e media, e la sua famiglia discendeva dai sovrani seleucidi.
Quando nel 58 Tigrane VI divenne re di Armenia ella ne sposò il figlio Alessandro a Roma; i due divennero i regnanti della Cetide, un piccolo stato della Cilicia. La coppia ebbe tre figli: Gaio Giulio Agrippa, Gaio Giulio Alessandro Bereniciano e Giulia. Si sa che nel 72 Iotapa era ancora viva ma, dopo questa data, non se ne sa più nulla. Forse un suo discendente fu l'imperatore usurpatore Iotapiano nel III secolo.